# 골든 차일드 (영화)
《골든 차일드》(영어: The Golden Child)는 1986년 공개된 미국의 다크 판타지 액션 코미디 영화이다.

## 출연진
- 에디 머피 - 챈들러 재럴 역
- 찰스 댄스 - 사도 눔스파 역
- 샬럿 루이스 - 키 낭 역
- 빅터 웡 - 곰파(Gompa) 승려 역
- 랜들 “텍스” 코브 - 틸 역
- 제임스 홍 - 홍 박사 역
- 폰스 마 - 푸 역
- 에릭 더글러스 - 옐로 드래건 역
- 찰스 레빈 - 텔레비전 진행자 역
- 프랭크 웰커

## 기타 제작진
- 공동 제작: 데니스 펠드먼
- 협력 제작: 고든 A. 웨브
- 미술: J. 마이클 리바
- 의상: 웨인 핑클먼

## 우리말 녹음
| KBS 성우진 (1998년 3월 14일) - 이인성 - 챈들러 (에디 머피) - 한수경 - 키 낭 (샬럿 루이스) - 김병관 - 눔스파 (찰스 댄스) - 탁원제 - 키 낭 아버지 (빅터 웡) - 문옥현 - 조달호 - 윤기황 - 박규웅 - 박정민 | MBC 성우진 (2001년 3월 1일) - 이인성 - 챈들러 (에디 머피) - 김아영 - 키 낭 (샬럿 루이스) - 김태훈 - 홍승옥 - 권혁수 - 이종오 - 박지훈 - 송준석 - 이자옥 - 표영재 |  |